# 掠奪者 (汽車)
掠奪者（Marauder）是由南非專營國防、保安、維和的派拉蒙集團（Paramount Group）製造的一款防雷裝甲車。2007年於中東最大規模的軍火展覽－阿布扎比國際防務展覽會（IDEX）中首次公開。

## 設計和規格
掠奪者主要為偵察和維持和平任務而開發。可容納最多十名乘員，包括司機和指揮官。掠奪者為適應密集、逼狹的城市地形而設計，所以比同公司另一款裝甲車「鬥牛士」（Matador）更小更輕。車輪佈局可選4x4或6x6。巡航速度最高可達每小時100至120公里（62至75英里），續航距離為 700公里（430英里）。
雙重單殼式車體設計令掠奪者的車廂可抵禦STANAG 4569 III級的炮火攻擊。
掠奪者的載荷可容納多種防禦及武器系統，包括輕至中型機槍、火炮武器、火箭發射器，以及指揮、監視、控制系統等。稍經設置更可裝置迫擊炮於車上的載荷平台。

## 生產
2008年，派拉蒙集團為了生產掠奪者，與約旦政府主要軍事機關－阿卜杜拉國王設計與開發局（King Abdullah Design and Development Bureau (KADDB)）簽訂了合作協議。KADDB本身是防禦系統的開發及製造商，並為約旦軍方的獨立技術顧問。約旦也順理成章地成為掠奪者的第一位顧客。此外，阿塞拜疆也有設廠生產掠奪者。

## 流行文化
2011年6月，民用版本的掠奪者出現在英國BBC的汽車節目Top Gear，並由主持之一理查德·哈蒙德駕駛。節目中理查德在南非約翰尼斯堡駕著掠奪者到麥當勞得來速買外賣快餐，又因違例停車被警察拖車時反過來把拖車拖走，越野開車，駕車到野生動物園（更被獅子咬爛了雨刷），撞開磚牆，碾過停泊的房車，最後更加在車底引爆7磅塑膠炸藥來測試它的防爆性能。

## 使用者

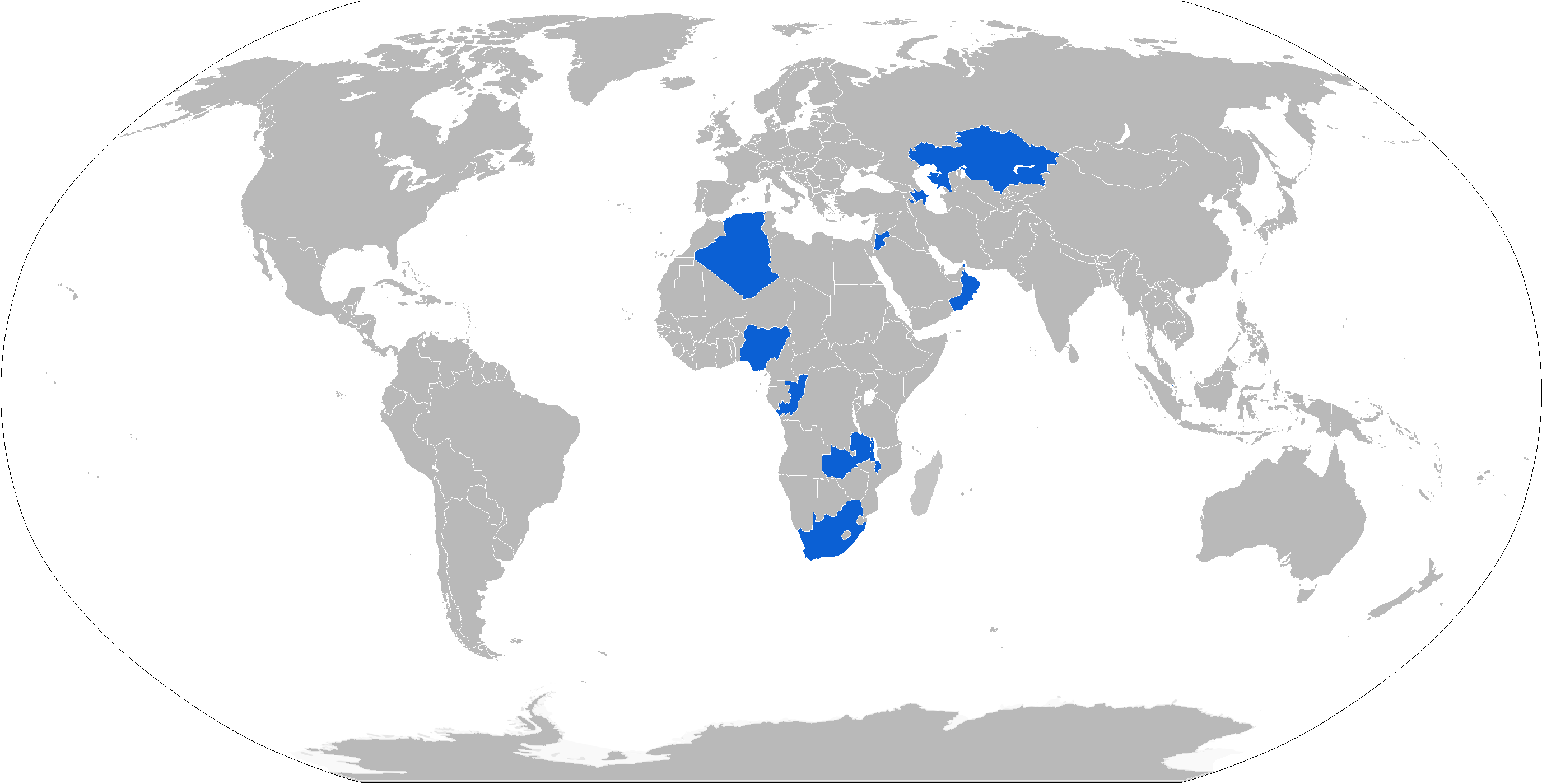
藍色標示了正使用掠奪者的國家

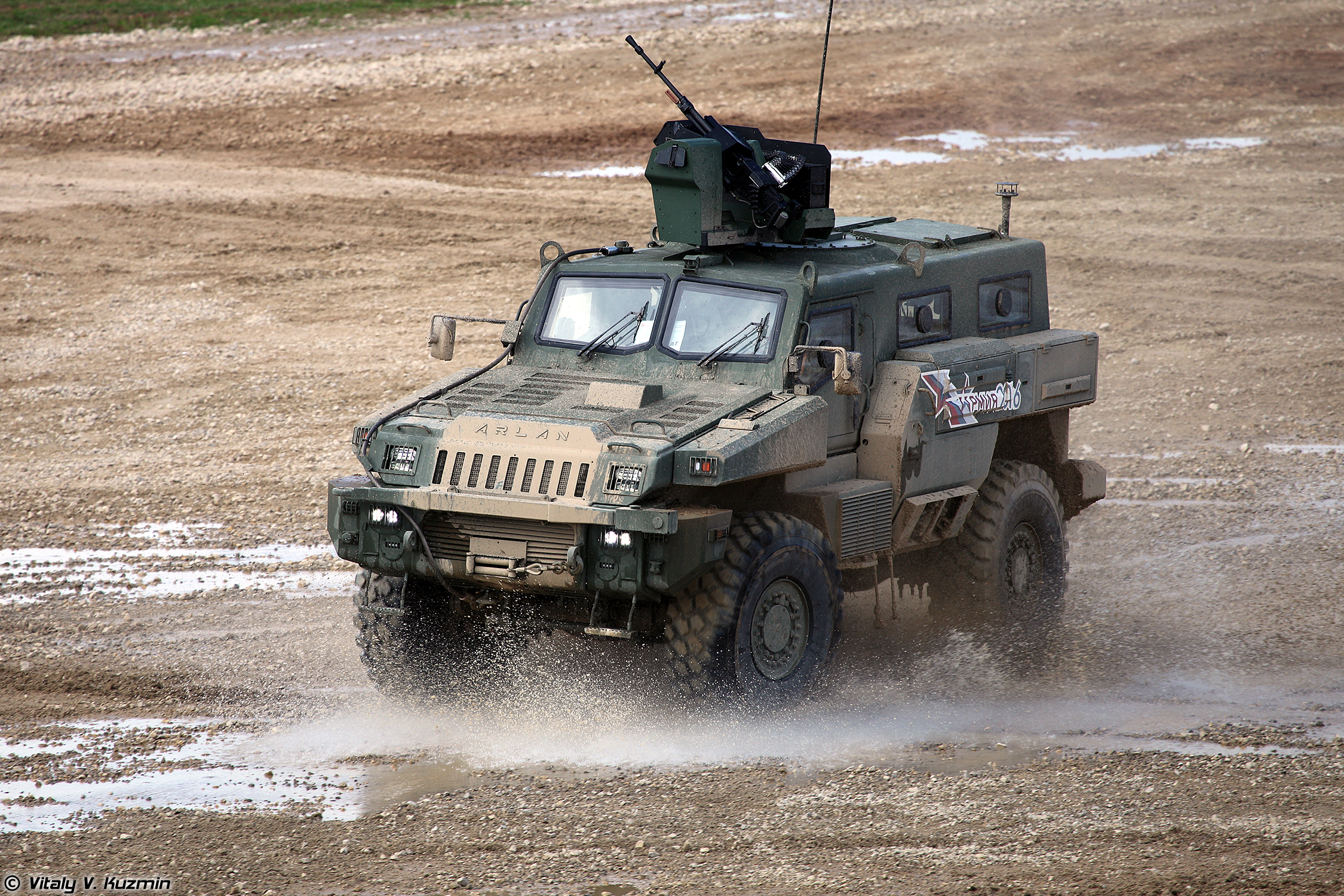
哈薩克「阿爾蘭」版本的掠奪者。

### 現時使用者
- 阿尔及利亚：根據斯德哥爾摩國際和平研究所（SIPRI）的資料顯示，年交付了2架，另外正商討向哈薩克購買阿爾蘭版本 [11][12]。
- ：2009至2014年間交付了85架。派拉蒙集團與阿塞拜疆國防工業部簽訂同意書，將於當地組裝掠奪者[13]。
- 刚果共和国：2010至2012年間交付了52架。
- 约旦：2008年3月訂購了約50架掠奪者和鬥牛士。派拉蒙集團與阿卜杜拉國王設計與開發局簽訂同意書，將於當地組裝掠奪者[14]。
- ：2013年訂購了數量不詳的防冰版本，稱為「阿爾蘭」（Arlan，狼），2016年交付。由派拉蒙集團與國有企業哈薩克工程（Kazakhstan Engineering）聯營的哈薩克派拉蒙工程（Kazakhstan Paramount Engineering）負責本地組裝[15][16]。
- 马拉维：2013年訂購了6架。
- 阿曼：2013年訂購了1架。
- 新加坡：基於掠奪者發展出備萊斯輪式裝甲支援車（Belrex Protected Combat Support Vehicle）[17]，2013年訂購了12架。
- 尚比亞：2016年訂購了3架。